# デ・ハビランド ホーネット
DH.103 ホーネット / シーホーネット
ホーネット F.1
- 用途：昼間戦闘機、夜間戦闘機、写真偵察機
- 分類：陸上戦闘機、艦上戦闘機
- 製造者：デ・ハヴィランド・エアクラフト社
- 運用者

  -  イギリス空軍
  -  イギリス海軍
- 初飛行：1944年7月28日[注 1]
- 生産数：383機[注 2](391機[注 3])
- 生産開始：1944年
- 運用開始：1946年[注 4]
- 退役：1956年
- 運用状況：退役

DH.103 ホーネット（de Havilland DH.103 Hornet ）は、デ・ハヴィランド社が開発し、第二次世界大戦終結後にイギリス空軍で運用された戦闘機。イギリス海軍でもDH.103 シーホーネット（de Havilland DH.103 Sea Hornet ）として運用された。
DH.98モスキートの流れを汲む木製機で、イギリス製レシプロ機の中で最高速を誇った機体。第二次世界大戦には配備が間に合わず、戦後に極東方面などに配備された。

## 概要
ホーネットは元はデ・ハビランド社の自主開発機だったが、後にイギリス空軍から仕様書が出され正式な試作機が発注されることになった。試作機は1944年7月に初飛行した。最高速度はイギリス製プロペラ機中最高の776km/hを記録するなど試験結果は上々で、制式採用が決定し生産型の1号機は1945年2月に完成した。
ホーネットはモスキート同様胴体は全木製で、主翼の上面が木製、下面が軽合金製であった。しかし、胴体ははるかに鋭く整形されており重量は軽減されていた。また、長距離戦闘機として開発されたため燃料容量が大きく、後期型では最大4,000kmを越える長大な航続距離を有していた。その他、左右のエンジンの回転方向を逆にすることによって離着陸時の偏向を無くしたり、視界を確保するためコクピットを機首の先端に近い部分に移すなど細かい工夫もされており、まさに究極のレシプロ双発戦闘機とも言える機体であった。しかし、主脚が構造的にやや弱いという欠点もあり、外地での戦闘時には脚が折れる事故も起こした。
イギリス空軍では対日戦にこの機体を使う予定で部隊配備を進めていたが、配備が完了したのは1946年になってからで第二次世界大戦には間に合わずに終わった。生産は1952年6月まで続きマレーの共産ゲリラ鎮圧等に用いられ、最後のピストンエンジン付戦闘機として1955年にはグロスター ミーティアと交替して退役した。イギリス空軍に引き渡された機数は211機であった。

## シーホーネット

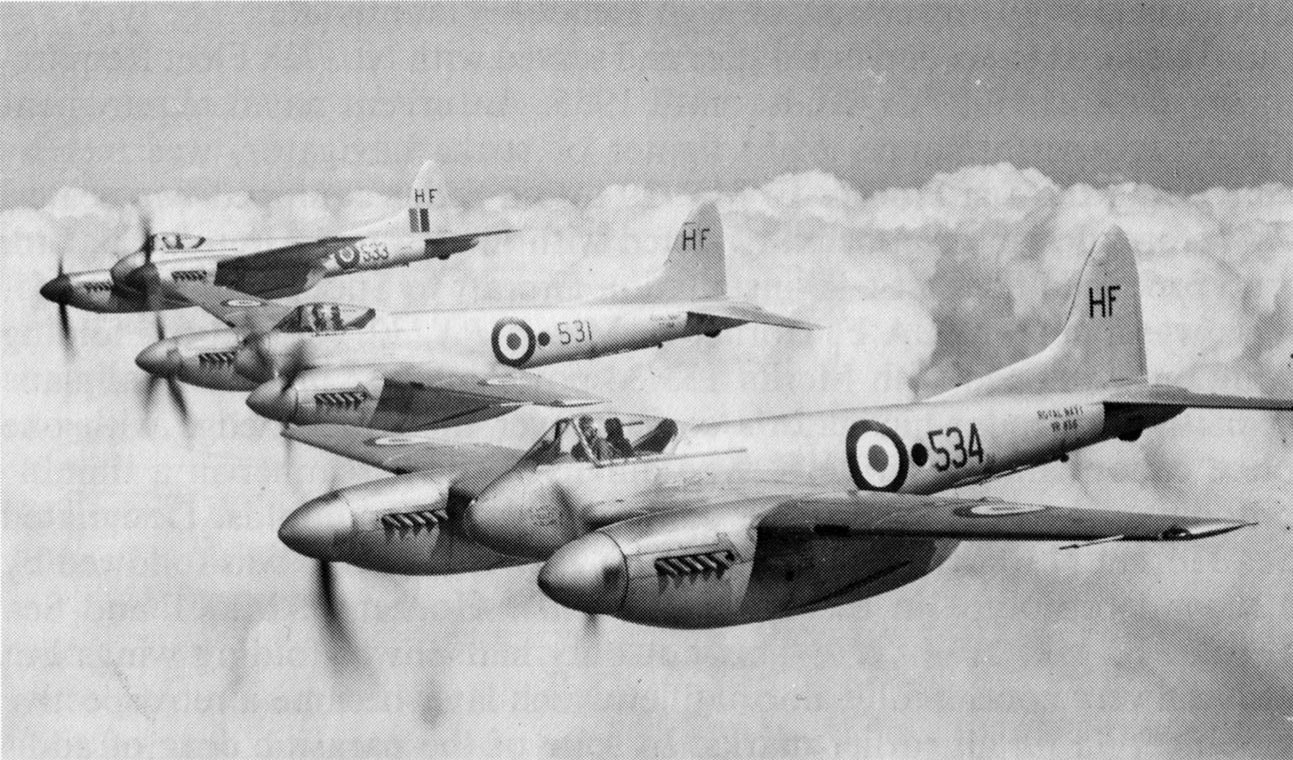
シーホーネットF Mk 20 の編隊

ホーネットの艦上戦闘機型がシーホーネット(de Havilland SeaHornet)で、着艦フック、翼折りたたみ機構装備、離艦補助ロケットブースター取り付けなどの改修がされていた。このため、地上型よりも若干ではあるが機体重量が増加した。試作1号機は1945年4月だったが、各部の改修に手間取り部隊への配備はホーネット同様大戦終戦後の1949年1月となった。本機は、同じく戦後配備となったシーモスキートとは異なり、実際に航空母艦の艦上で運用されたが実戦には参加しなかった。複座の夜間戦闘機型や偵察型も生産され、全部で198機生産された。

## 型式
- ホーネット F.1 - 戦闘機型。60機製造。
- ホーネット PR.2 - 写真偵察型。5機製造。
- ホーネット F.3 - 戦闘機型。132機製造。
- ホーネット FR.4 - 戦闘偵察型。12機製造。
- シーホーネット F.20 - 海軍向け艦上戦闘機型。79機製造。
- シーホーネット NF.21 - 海軍向け艦上夜間戦闘機型。72機製造。
- シーホーネット PR.22 - 海軍向け艦上写真偵察機型。23機製造。

## 諸元

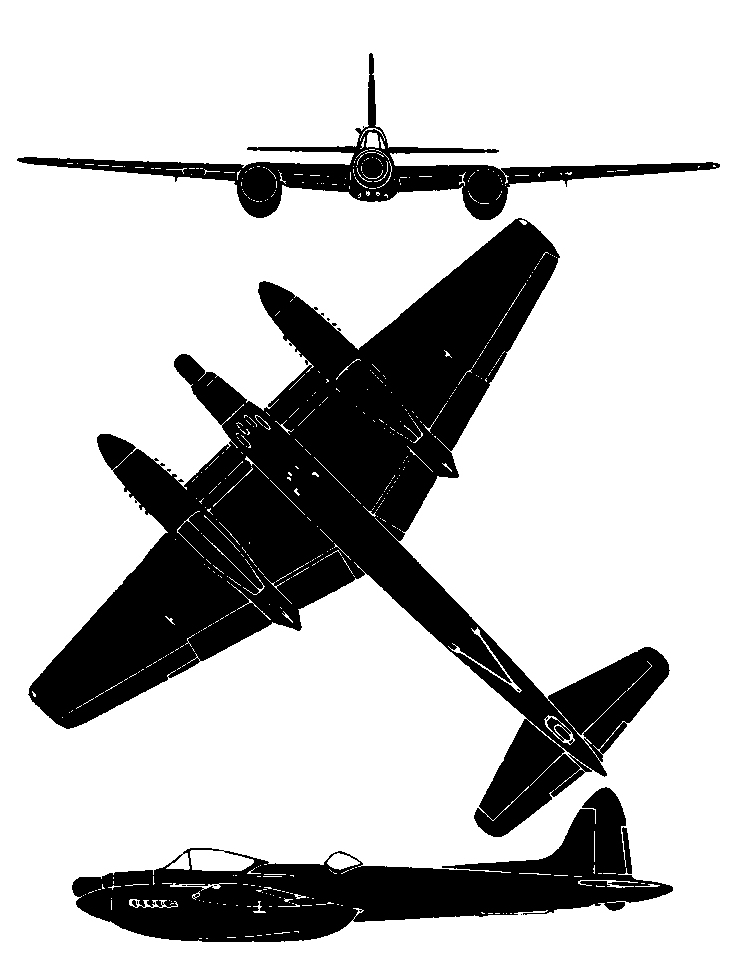
シーホーネット NF.21 三面図

出典: 
| 全幅         | 14.0m                                                      | 14.0m                                                        | 13.7m                                                      |              |              |
| 全長         | 10.82m（35 ft 6 in）                                       | -                                                            | 11.48m                                                     |              |              |
| 全高         | 4.32m（14 ft 2 in）                                        | -                                                            | -                                                          |              |              |
| 翼面積       | 33.5m2                                                     | 33.5m2                                                       | 33.5m2                                                     | 33.5m2       | 33.5m2       |
| 翼面荷重     | 184.67 kg/m2                                               | 184.67 kg/m2                                                 | 184.67 kg/m2                                               | 184.67 kg/m2 | 184.67 kg/m2 |
| 自重         | -                                                          | -                                                            | -                                                          |              |              |
| 正規全備重量 | 7,176kg（15,820lb）                                        | 9,480kg（20,900lb）                                          | 8,868kg（19,550lb）                                        |              |              |
| 発動機       | マーリン 130/131 V型12気筒（離昇2,070馬力）左右それぞれ1基 | マーリン 130/131 V型12気筒（離昇2,070馬力）左右それぞれ1基   | マーリン 133/134 V型12気筒（離昇2,030馬力）左右それぞれ1基 |              |              |
| 最高速度     | 764 km / h（413 kn）（高度6,400.8 m）                      | -                                                            | 760km/h（472 mph）（高度6,400.8 m）                        |              |              |
| 上昇力       | 5,000mまで3分2秒                                           | -                                                            | -                                                          |              |              |
| 航続距離     | -                                                          | -                                                            | 4,828 km（3,000mile）                                      |              |              |
| 武装         | 機首下部 イスパノMk.V 20mm機関砲4門                        | 機首下部 イスパノMk.V 20mm機関砲4門                          | -                                                          |              |              |
| 爆装         | 454kg（1,000lb）爆弾2発                                    | 454kg（1,000lb）爆弾2発または27kg（60lb）無誘導ロケット弾8発 | 胴体下 Air to Surface H（ASH、AI Mk.XV）レーダー           |              |              |
| 生産数       | 60機                                                       | 132機                                                        | 72機                                                       |              |              |

## 現存する機体
| 型名                 | 番号  | 機体写真 | 所在地                            | 所有者                                       | 公開状況 | 状態     | 備考  |
| -------------------- | ----- | -------- | --------------------------------- | -------------------------------------------- | -------- | -------- | ----- |
| シーホーネット F.20  | TT193 |          | ニュージーランド オークランド地方 | パイオニア・エアロ株式会社(Pioneer Aero Ltd) | 非公開   | 修復中   | [ 6 ] |
| シーホーネット NF.21 | VX250 |          | イギリス ハートフォードシャー州   | デ・ハヴィランド航空機博物館                 | 公開     | 静態展示 | [ 8 ] |

この他にも情報が少ないものの、NF.21型のVW957号機の後部胴体やその他の機体の翼数点、主輪や尾輪、風防2点、主脚下部、エンジンの背部と下部カウリングなどが現存しているとされる。